# Сведберг (единица измерения)
Све́дберг — внесистемная единица измерения коэффициента седиментации s, который определяется как отношение скорости осаждения частиц, взвешенных в воде, к центробежному ускорению в центрифугах и ультрацентрифугах. Сведберг имеет размерность времени и численно равен 10−13 с.
Традиционно используется в седиментационном анализе при измерении коэффициента седиментации наноразмерных частиц (1—100 нм) вирусов, органелл клеток, макромолекул белков, полимеров, нуклеиновых кислот.
Принятое международное сокращённое обозначение этой единицы — S (иногда Sv), русское — Св.
Названа в честь шведского физико-химика Теодо́ра Све́дберга.

## Определение
Скорость {\displaystyle V} осаждения одинаковых частиц в жидкости прямо пропорциональна ускорению {\displaystyle a}:
{\displaystyle V=s\cdot a.}
Коэффициент пропорциональности {\displaystyle s} в этой формуле называют коэффициентом седиментации и определяют по измеренной скорости осаждения и ускорению:
{\displaystyle s=V/a.}
Он имеет размерность времени и зависит от плотности и размеров осаждаемых частиц. Так, скорость осаждения частиц с s = 1 Св под действием стандартного земного ускорения силы тяжести (g ≈ 10 м/с2) составляет ≈10−12 м/с.

## Примеры
Коэффициент седиментации макромолекул лежит в пределах от 1 до нескольких сотен Св; например, молекулы тРНК имеют s = 20—100 Св. Поэтому сокращённое обозначение единицы S часто добавляют в названия биологических макромолекул. Так, обозначение 16S рРНК относится к одному из трёх основных типов рРНК, образующих основу рибосом прокариот; их коэффициент седиментации равен 16 Св, тогда как у двух других типов (5S и 23S), соответственно, 5 Св и 23 Св.